# Burmazi (Berkovići)
Pour les articles homonymes, voir Burmazi.
Burmazi (en serbe cyrillique : Бурмази) est un village de Bosnie-Herzégovine. Il est situé dans la municipalité de Berkovići et dans la république serbe de Bosnie. Selon les premiers résultats du recensement bosnien de 2013, il ne compte aucun habitant.
Après la guerre de Bosnie-Herzégovine et à la suite des accords de Dayton, le village de Burmazi, qui faisait entièrement partie de la municipalité de Stolac, a été partiellement rattaché à la municipalité de Berkovići, nouvellement créée et intégrée à la république serbe de Bosnie.

## Démographie

### Évolution historique de la population dans la localité
| 1961 | 1971 | 1981 | 1991 | 2013 |
| ---- | ---- | ---- | ---- | ---- |
| 434  | 379  | 319  | 369, | 0    |

|  |

### Communauté locale
En 1991, la communauté locale de Burmazi comptait 994 habitants, répartis de la manière suivante :